# Catalogue of New and Interesting Plants Collected in Upper Louisiana
Catalogue of New and Interesting Plants Collected in Upper Louisiana (abreviado Cat. Pl. Upper Louisiana es un libro con ilustraciones y descripciones botánicas de algunas especies interesantes de Alta Luisiana. Fue escrito por el botánico, pteridólogo, micólogo y zoólogo inglés Thomas Nuttall y publicado en Londres en el año 1813 con el nombre de Catalogue of New and Interesting Plants Collected in Upper Louisiana and Principally on the River Missouri, North America, for Sale at Messrs. Fraser's Nursery for Curious American Plants, Sloane, Square, King's Road, Chelsea. Fue también conocido como Fraser's Catalogue.